# Jadwiga Sobieska
Jadwiga Sobieska (ur. 14 października 1909 w Warszawie, zm. 5 grudnia 1995 tamże) – polska etnomuzykolożka, pierwsza badaczka całkowicie skupiona na polskim folklorze muzycznym.

## Życiorys

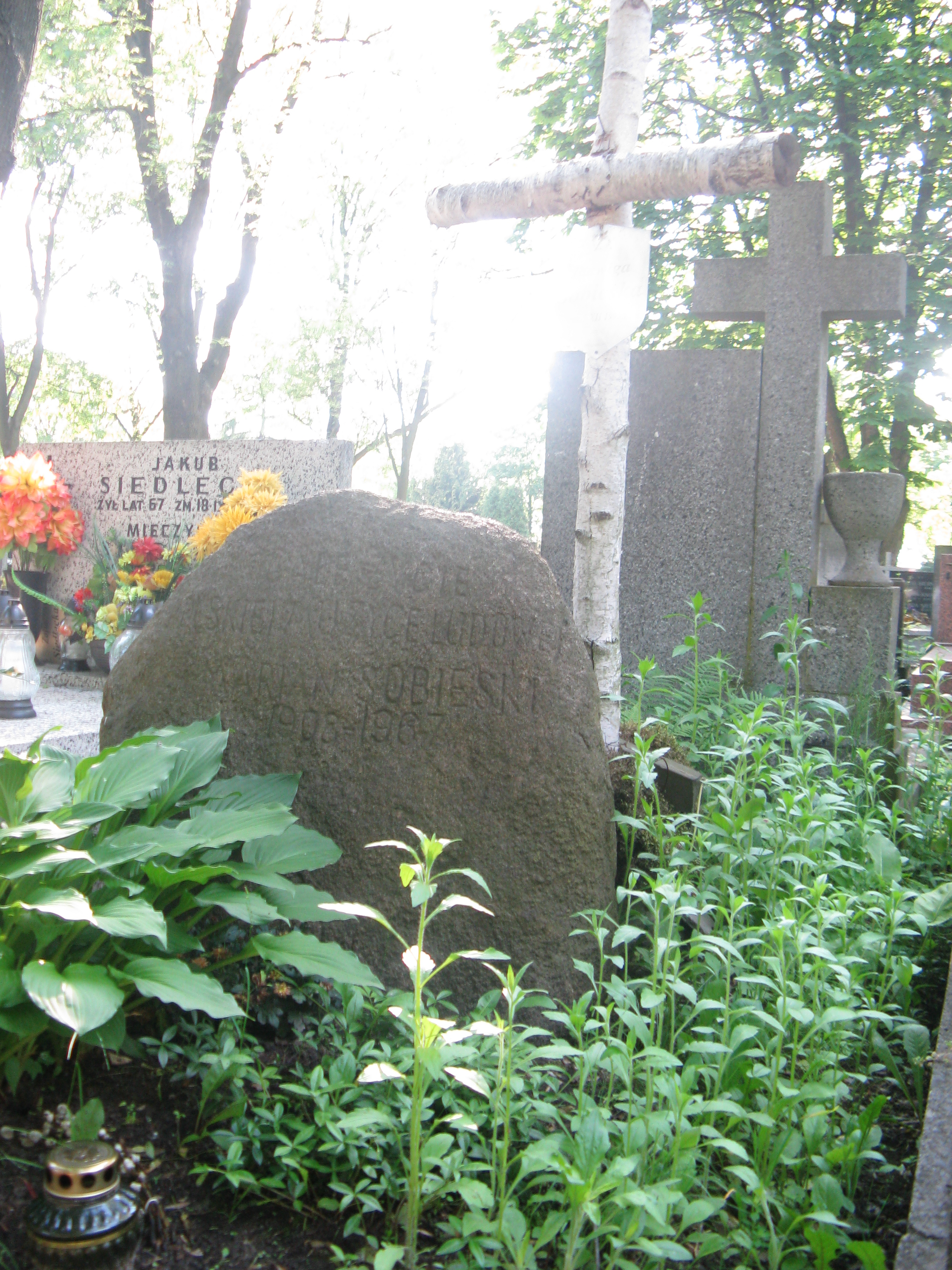
Grób Jadwigi i Mariana Sobieskich na cmentarzu Powązkowskim

Urodziła się w rodzinie Pietruszyńskich. Po maturze rozpoczęła studia z historii sztuki na Uniwersytecie Warszawskim. Przez 6 lat uczyła się gry na skrzypcach w konserwatorium muzycznym. W 1929 zmieniła kierunek studiów – poszła na muzykologię na Uniwersytecie Poznańskim. W latach 1930–1939 uczestniczyła w badaniach terenowych w Wielkopolsce i samodzielnie szukała muzyków ludowych na Mazowszu (Garwolin, Tomaszów Mazowiecki, Rawa Mazowiecka, Nowe Miasto nad Pilicą i Skierniewice). W 1934 prowadziła badania nad muzyką instrumentalną Wielkopolski (przebadała 235 dudziarzy i koźlarzy). Badania posłużyły jako materiał do pracy magisterskiej. Współpracowała z poznanym na studiach Marianem Sobieskim. W 1935 oboje obronili prace magisterskie i ukończyli studia muzykologiczne.
Jadwiga wróciła do Warszawy. Została sekretarką redakcji „Muzyki Polskiej”. Marian Sobieski został w Poznaniu jako asystent w Zakładzie Muzykologii Uniwersytetu Poznańskiego. W 1936 wzięli ślub i zamieszkali w Poznaniu. Sobieska od 1936 pracowała w gimnazjum urszulanek w Poznaniu jako nauczycielka śpiewu.
W czasie II wojny światowej Sobiescy zostali wysiedleni z Poznania. W latach 1939–1945 mieszkali z dziećmi w Warszawie i Lublinie. W tym czasie Jadwiga Sobieska nie pracowała zawodowo.
W latach 40. XX w. Jadwiga Sobieska odkryła charakterystyczne wielkopolskie instrumenty, uważane za już nieużywane: mazanki oraz kozła ślubnego (białego).
Po 1945 wraz z mężem zbierała nagrania muzyki ludowej, kontynuując prace rozpoczęte przez prof. Łucjana Kamieńskiego w latach 20. XX w.. Oboje byli wychowankami badacza i to Jadwiga namówiła męża do zajęcia się muzyką ludową. Przez 4 lata, mieszkając w Poznaniu, odtwarzali zniszczone podczas wojny zbiory dźwiękowe z Wielkopolski. Większość zaginęła, a ocalały nieliczne, np. nagrania gry na dudach przesłane przed wojną do Berlina. Pierwsze nagrania Sobiescy wykonali już w sierpniu 1945. Podróżowali rowerami, wożąc ze sobą sprzęt. Dopiero w końcu lat 40. XX w. kupili samochód.
Sobiescy przygotowywali transkrypcję nutową, skupiali się na związkach melodyki instrumentalnej z wokalną, badali maniery wykonawcze i wielogłosowość w śpiewie górali polskich. Zajęli się opracowaniem tempa rubato. Szukali w kompozycjach Fryderyka Chopina odniesień do muzyki ludowej, co skutkowało kilkoma artykułami. Zbierali też instrumenty ludowe.
Od 1947 Sobiescy agitowali na rzecz szybkiej i szeroko zakrojonej akcji nagrań muzyki ludowej, co było nawiązaniem do idei dokumentacji fonograficznej jeszcze sprzed II wojny światowej. Ich pozycję jako badaczy folkloru umocniło wystąpienie na konferencji Centralnego Instytutu Kultury poświęconej popularyzacji muzyki, którą zorganizowano w sierpniu 1947 w Szklarskiej Porębie.
W latach 1947–1969 Jadwiga Sobieska pracowała w Państwowym Instytucie Sztuki (od 1959 Instytut Sztuki PAN). Według innych źródeł w latach 50. XX w. pracowała z mężem najpierw w Regionalnym Archiwum Fonograficznym, potem w poznańskim Zachodnim Archiwum Fonograficznym, wreszcie w Państwowym Instytucie Sztuki.
W 1949 Sobiescy zorganizowali w Warszawie Festiwal Muzyki Ludowej, a przed nim eliminacje regionalne. Odbywający się co 5 lat festiwal stał się okazją do wymiany doświadczeń między muzykami ludowymi z całej Polski i zapożyczania melodii i technik. Gromadził publiczność z całego świata.
Dzięki festiwalowi Sobiescy opracowali wskazówki metodyczne do Ogólnopolskiej Akcji Zbierania Folkloru Muzycznego. Konsultowali działania 303 osób we wszystkich województwach, które włączyły się w akcję. W latach 1950–1954 wykonano ok. 46 tysięcy nagrań. Akcję finansowało Ministerstwo Kultury i Sztuki, a przeprowadził ją Państwowy Instytut Sztuki we współpracy z Polskim Radiem. Jej reminiscencje widać w filmie Zimna wojna Pawła Pawlikowskiego. Nagrania zbierano jeszcze przez 3 kolejne lata, ale już bez wsparcia rządowego. Sobiescy prowadzili notatki z badań bardzo szczegółowo, zachowując przy tym serdeczne kontakty ze śpiewakami, śpiewaczkami i instrumentalistami.
Sobiescy postulowali stworzenie rezerwatów folkloru muzycznego w regionach, gdzie zachowała się pierwotna forma muzyki ludowej. Nawoływali do wprowadzenia do ceremonii harcerskich dud i kozłów oraz włączenia do programu państwowych uroczystości tradycyjnej, niestylizowanej muzyki ludowej.
W 1954 Sobiescy przenieśli się do Warszawy. Było to związane z tym, że archiwa powstałe w wyniku Ogólnopolskiej Akcji Zbierania Folkloru Muzycznego zostało wchłonięte przez Państwowy Instytut Sztuki i w wyniku centralizacji przeniesione do stolicy. W Instytucie Sztuki PAN Jadwiga Sobieska prowadziła badania, gromadziła archiwalne nagrania i zajmowała się ruchem folklorystycznym, śledząc zmiany (np. zastępowanie skrzypiec lub całych kapel harmonią lub akordeonem). Działała wśród animatorów życia kulturalnego, kierowników zespołów, instruktorów itp. na rzecz uzmysłowienia wartości tradycji muzyki ludowej i jego narodowego charakteru.
Sobiescy opracowali typologię i systematykę pieśni ludowych. Podkreślali zależności między badaniem muzyki, zwyczajów i obrzędów.
W 1955 roku otrzymali wspólnie Doroczną Nagrodę Związku Kompozytorów Polskich.
W 1969 Jadwiga Sobieska przeszła na emeryturę, ale nie przestała pracować naukowo i społecznie. Uczestniczyła w badaniach np. w Rawskiem, zasiadała w jury wielu festiwali. Nadal pisała artykuły. W 1974 została laureatką Nagrody im. Oskara Kolberga (Kategoria V. Działalność naukowa, dokumentacyjna, animacja i upowszechnianie kultury ludowej, dziedzina: Działalność naukowa, upowszechnianie, animacja).
W 1975 współtworzyła ekspozycję stałą w Muzeum Ludowych Instrumentów Muzycznych w Szydłowcu. Opracowała jej scenariusz. Jej wiedza i znajomości z instrumentalistami pozwoliły muzeum na pozyskanie cennych eksponatów.
Z mężem Marianem Sobieskim miała trzech synów i córkę. 
Zmarła w Warszawie, pochowana na cmentarzu Powązkowskim (kwatera 126-3-30). 
Po śmierci Jadwigi Sobieskiej jej kolekcja instrumentów trafiła do spadkobierców, ale ostatecznie została przekazana Muzeum Ludowych Instrumentów Muzycznych w Szydłowcu.

## Publikacje
Zaczęła publikować w 1934. W 1936 pod jej nazwiskiem panieńskim w Poznaniu wydano książkę Dudy wielkopolskie.
W latach 1947–1958 napisała wiele artykułów w „Poradniku Muzycznym” i „Ruchu Muzycznym”. Z mężem opublikowała książkę Szlakiem kozła lubuskiego (1954), a samodzielnie: Piosenki z Wielkopolski (1955), Piosenki z Ziemi Lubuskiej (1956) i Wielkopolskie śpiewki ludowe (1957). W latach 1959–1962 wydała Materiały do nauki o polskim folklorze muzycznym dla nauczycieli szkół i ognisk muzycznych oraz działaczy amatorskiego ruchu artystycznego. Podobny charakter miała książka Polski folklor muzyczny (1981) przygotowana z Janem Stęszewskim. Rok później ukała się część druga. W 2006 ukazała się rozszerzona wersja pod redakcją Piotra Dahliga. W 1972 Jadwiga Sobieska opublikowała swoje fundamentalne dzieło, czyli Ze studiów nad folklorem muzycznym Wielkopolski. W latach 80. XX w. z Janem Bzdęgą przygotowała publikacje o folklorze Biskupizny.
Pisała też o innych regionach Polski: Folklor muzyczny w Rzeszowskiem i Lubelskiem (1951), Diafonia w Pieninach (1952), Folklor muzyczny w granicach województwa łódzkiego (1970), posłowie do publikacji Franciszka Kotuli Muzykanci (1979) i inne.
Jej teksty ukazywały się m.in. w „Polskiej Sztuce Ludowej”, „Muzyce”, „Łódzkich Studiach Etnograficznych” oraz „Etnografii Polskiej”.

## Ordery i odznaczenia
- Krzyż Kawalerski Orderu Odrodzenia Polski (11 lipca 1955)[22]
- Złoty Krzyż Zasługi (22 lipca 1952)[23]
- Medal 10-lecia Polski Ludowej (19 stycznia 1955)[24][25]

## Upamiętnienie
W 2018 była bohaterką (wraz z mężem) projektu „Sobiescy – zachowane w dźwiękach” realizowanego przez Muzeum Ludowych Instrumentów Muzycznych w Szydłowcu z okazji 50-lecia placówki.